# George Wassouf

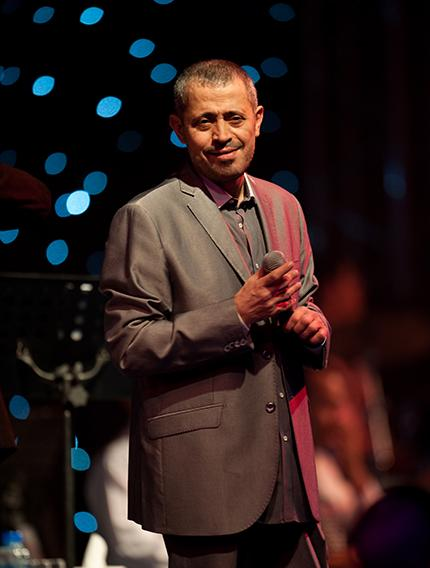

George Wassouf (Arabisch: جورج وسوف, Kafroun, 23 december 1961) is een Syrisch-Libanese zanger van christelijke afkomst. Hij is actief sinds de jaren 1970 en staat bekend om zijn karakteristieke stem en interpretatie van traditionele Arabische muziek en heeft een carrière die zich uitstrekt over meer dan vier decennia. In de Arabische media en onder zijn fans wordt hij vaak aangeduid als "Sultan El-Tarab" ("Sultan van de Tarab").

## Jeugd en achtergrond
George Wassouf werd geboren in een Grieks-orthodox gezin in het dorp Kafroun, in het westen van Syrië, dicht bij de Libanese grens. Hij begon op jonge leeftijd met zingen en werd op 12-jarige leeftijd opgemerkt tijdens een lokaal optreden. In zijn tienerjaren trad hij regelmatig op in Libanese cafés en clubs, waar hij bekende Arabische klassiekers zong.

## Carrière
Wassouf brak door in de jaren 1980 met het lied "El-Hawa Sultan", dat hem bekendheid opleverde in Libanon, Syrië, Egypte en andere delen van de Arabische wereld. Hij staat bekend om zijn interpretaties van tarabmuziek, een genre binnen de Arabische muziek dat sterk gericht is op emotionele expressie.
Gedurende zijn carrière bracht hij meer dan 30 albums uit en werkte hij samen met bekende Arabische componisten en tekstschrijvers.
- Kalam El Nas (1994)
- Tabeeb Garrah (2000)
- Leil Al Ashiqeen (1998)
- Helemt Beek (2003)

- El Kilmah el Taibah (1998)

Wassouf staat erom bekend zelden interviews te geven of aan videoclips deel te nemen, omdat hij gelooft dat muziek voor zichzelf moet spreken. Naast studioalbums staat George Wassouf bekend om zijn liveoptredens, die vaak uren duren en waarbij hij zelden een vooraf bepaalde setlist volgt. Zijn concerten trekken duizenden fans, zowel in het Midden-Oosten als onder de Arabische diaspora in Europa en Noord-Amerika.

## Persoonlijk leven
George Wassouf is van Grieks-orthodoxe afkomst en heeft drie kinderen.
In oktober 2011 kreeg Wassouf een beroerte, waardoor hij maandenlang moest revalideren in Zweden en Libanon. In 2014 maakte hij echter een opvallende comeback met het album "Gadam Albi". Hoewel zijn spraak en motoriek deels werden aangetast, bleef zijn zangstem grotendeels intact. Sindsdien trad hij weer regelmatig op in het Midden-Oosten.
George Wassouf was jarenlang getrouwd met Shalimar, een Libanese vrouw van wie hij later scheidde. Hij heeft drie kinderen: Wadih, George Jr., en Hatem. Zijn zoon Wadih Wassouf overleed tragisch in januari 2023 na een medische complicatie tijdens een maagverkleiningsoperatie, wat leidde tot rouwbetuigingen uit de hele Arabische wereld.

## Nalatenschap
Wassouf wordt in veel Arabische landen beschouwd als een invloedrijke figuur binnen de traditionele Arabische muziek. Hij heeft invloed gehad op latere artiesten en wordt vaak geciteerd als voorbeeld van de klassieke tarabstijl binnen een moderne context.
Zijn populariteit blijft grotendeels beperkt tot de Arabischtalige wereld en de diaspora. Ondanks de opkomst van nieuwe popsterren, blijft Wassouf populair bij zowel oudere als jongere generaties.

### Discografie (selectie)
| Jaar | Album            |
| ---- | ---------------- |
| 1984 | El Hawa Sultan   |
| 1994 | Kalam El Nas     |
| 1998 | Leil Al Ashiqeen |
| 2000 | Tabeeb Garrah    |
| 2006 | Heya Daret       |